# Spector Books
Spector Books ist ein Buch- und Kunstbuchverlag aus Leipzig. Er widmet sich den Themen Kunst, Design, Architektur und Fotografie.

## Geschichte
Das Arbeitskollektiv Spector veröffentlicht seit 2001 gemeinsam die Zeitschrift Spector cut+paste, von der insgesamt vier Ausgaben (#1 2001. #2, 2002. #3 2004. #4 2008) erschienen sind. Seit 2008 ist das Kollektiv als Buchverlag aktiv. Derzeit erscheinen pro Jahr etwa 60 Neuerscheinungen in Auflagen zwischen 500 und 5000 Exemplaren. Die meisten Bücher erscheinen zweisprachig oder in getrennten Ausgaben auf Deutsch und Englisch oder Französisch. Zu den Auftraggebern gehört auch die Stiftung Bauhaus Dessau mit einer eigenen Reihe. 2018 wurde der Verlag mit dem erstmals vergebenen Sächsischen Verlagspreis und 2019 mit einem der drei Hauptpreise des Deutschen Verlagspreises ausgezeichnet. 2022 erhielt der Verlag erneut den Deutschen Verlagspreis, 2023 den Gutenberg-Preis der Stadt Leipzig.

## Künstler und Autoren (Auswahl)
Sasa Hanten-Schmidt, Anna Haifisch, Philipp Oswalt, Jonas Mekas, Wolfram Lotz, Roman Ehrlich, Tobias Zielony, Ellen Blumenstein, Ben Lerner, Miron Zownir, Matthias Hoch, Susanne Kriemann, Francis Nenik, Alexander Kluge, Nele Hertling, Nino Paula Bulling